# Thomas Shelton (estenógrafo)

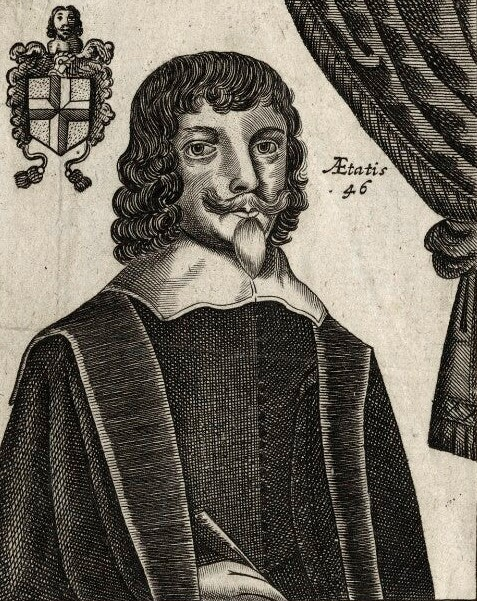
Thomas Shelton - 1646

Thomas Shelton (c.1600-1650) inventó sistemas taquigráficos.  En 1626 publicó sus primeros resultados con el título Short Writing; en 1637/8 publicó Tachygraphy, primer tratado de Taquigrafía en que aparece esta palabra. 
El trabajo de Shelton fue punto de partida para el desarrollo de esta ciencia instrumental cuyo propósito es escribir rápidamente. Su alfabeto está compuesto por 24 signos integrados por líneas rectas, curvas y mixtas. Las vocales están señaladas por el lugar que ocupan las consonantes, lo que obligaba a escribir por sílabas libres.

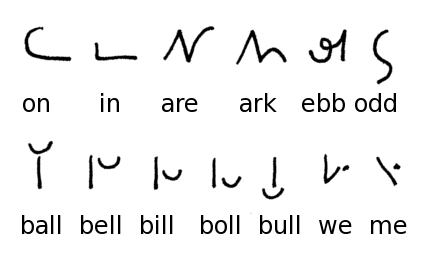
Taquigrafía de Shelton